# Тодор Владигеров
Тодор Андреев Владигеров е български политикономист, член-кореспондент на Българската академия на науките (от 1958 година).

## Биография
Тодор Владигеров e роден на 28 август 1898 година в София. От 1938 до 1944 година е професор във Висшия финансово-счетоводен институт (ВФСИ) — Свищов, а от 1944 до 1961 година — във Висшия икономически институт (ВИИ) „Карл Маркс“ — София. През 1948—1951 година е пълномощен министър на Народна република България в Париж; на ръководна работа в Академията за селскостопански науки в Берлин (1959—1960). Работи в областта на политическата икономия на капитализма. Димитровска награда (1960).

## Основни произведения
- Ръководено стопанство.   София, 1937.
- Основни течения в политическата икономия.   Свищов, 1946.
- Фиктивният капитал.   София, 1957.
- Аграрикономически учения.   София, 1961.